# 铝箔餐盒
铝箔餐盒，是用铝箔为原材料，通过压制、涂印等工序生产出来的餐盒。广泛应用于航空餐具、家庭蛋糕制作、野外烧烤以及速冻盘。重量轻，可回收，越来越受到市场欢迎。

## 优点
铝箔餐盒现代生活中科技民用的典范，它具有无毒、耐高低温、导热性好、轻便美观、对环境无污染等优点。早在1980年代，航空公司就采用铝箔餐盒作为民航业空中的首选餐具，并沿用至今。另外铝箔餐盒还广泛用于以下几个方面：西饼店蛋糕托、可加热糕点盒、郊外烧烤及野炊、家庭用的烧烤盘以及微波炉用盘。作为新一代的日常生活用具，铝箔餐盒正以其突出的优点得到越来越多消费者的喜爱，为现代生活增添无限新情趣。
w

## 鋁箔餐盒與塑料餐盒
一次性塑料餐盒所造成的白色污染已經廣為人知，至今快餐業的主要外賣餐具還是塑料餐盒。鋁箔餐盒相比於塑料餐盒，最大的優點就在於可回收，污染少。但由於成本問題，一直無法普及。但在歐美先進國家，鋁箔餐盒的消費份額大大高於全球水平。